# Adygueïsk
Adygueïsk (russe : Адыгейск ; adyguéen : Адыгэкъалэ, Adıgəqalə) est une ville de la république d'Adyguée, en Russie. Sa population s'élevait à 12 728 habitants en 2019.

## Géographie
Adygueïsk est située près du réservoir de Krasnodar, à 79 km — 106 km par la route — au nord-ouest de Maïkop.

## Histoire
Adygueïsk a été fondée en 1969 sous le nom d'Adygueïski (Адыгейский) en raison de la construction du réservoir de Krasnodar. Elle fut renommée Teoutchejsk (Теучежск) en 1976, lorsqu'elle reçut le statut de ville, puis Adygueïsk en 1992.

## Population
Recensements (*) ou estimations de la population
| 1979* | 1989*  | 2002*  | 2010*  | 2012   | 2013   |
| ----- | ------ | ------ | ------ | ------ | ------ |
| 9 684 | 12 548 | 12 209 | 12 237 | 12 368 | 12 444 |

| 2014   | 2015   | 2016   | 2017   | 2018   | 2019   |
| ------ | ------ | ------ | ------ | ------ | ------ |
| 12 481 | 12 659 | 12 689 | 12 701 | 12 745 | 12 728 |